# 윤하림
윤하림은 대한민국의 가수다. 2016년 싱글 《주 부르네》로 데뷔했다.

## 방송
- 가스펠스타C 4 (2014) - Top10

## 음반
- 가스펠스타C 시즌4 (2014)
- 주 부르네 (2016)